# Henri Safran
Henri Safran, né en 1932 à Paris, est un réalisateur français.

## Filmographie sélective
- 1976 : Storm Boy
- 1982 : Norman Loves Rose (en)
- 1983 : Bush Christmas (en)
- 1984 : The Wild Duck
- 1989 : L'Ultime Complot (The Edge of Power)
- 1990 : Crinière de feu (en) (The Rogue Stallion) (téléfilm)